# Microdytes svensoni
Microdytes svensoni är en skalbaggsart som beskrevs av K. B. Miller och Wewalka 2010. Microdytes svensoni ingår i släktet Microdytes och familjen dykare. Inga underarter finns listade i Catalogue of Life.